# Брант (Онтарио)
Брант (енгл. Brant) је град у Канади у покрајини Онтарио. Према резултатима пописа 2011. у граду је живело 35.638 становника.

## Становништво
Према резултатима пописа становништва из 2011. у граду је живело 35.638 становника, што је за 3,6% више у односу на попис из 2006. када је регистровано 34.415 житеља.
| 2006.  | 2011.  |
| ------ | ------ |
| 34.415 | 35.638 |